# Сара Леві
Сара Леві англ. Sarah Levy (нар. 10 вересня 1986 р.) — канадська актриса, найвідоміша за роллю Твілли Сендс у серіалі "Шиттс-Крік". Вона також мала невелику роль у фільмі "Ларрі Кроун" (2011).

## Біографія
Народилася в місті Торонто в сім'ї актора Юджина Леві та Дебори Дайвін. Брат Сари –  актор та телеведучий Ден Леві. Навчалася в одній із приватних шкіл в Торонто і вивчала театр в Делхаузькому університеті в Галіфаксі. Її батько єврей, а мати - протестантка;  родина святкує Різдво та Хануку.

## Кар'єра
Однією з найперших ролей Леві в кіно була роль в фільмі Ларрі Краун.  Вона також зіграла другорядну роль у фільмі Адама Шенкмана ‘‘Гуртом дешевше – 2’’, в якому знімався її батько.  Найвизначнішою роллю Сари була роль Твіли Сендс у ‘‘Шітс Кріці’’ У серіалі, який описував життя мега-заможної сім'ї, яка переїхала до маленького містечка після втрати всіх грошей, Сара знялася зі своїм батьком і братом.  Вона зіграла офіціантку в міському кафе «Tropical».  За словами Дана (брата Сари), спільна робота з Сарою та їхнім батьком зблизила сім'ю. 

## Фільмографія
| Рік       | Заголовок                | Ролі           | Примітки |
| --------- | ------------------------ | -------------- | --- |
| 2005      | Гуртом дешевше 2         |                | помічник пана Леві |
| 2011      | XIII                     | Бібліотекар    | "Зелені водоспади" |
| 2011      | Ларрі Кроун              | Елі            | |
| 2012      | Заявник                  | Лола           | Короткий фільм |
| 2013      | Кімнати                  | Бріджит        | Короткий фільм |
| 2014      | Робота Енгельса          | Ірен Горовіц   | "Зустріньте Ірен Горовіц" |
| 2015–2020 | Шиттс-Крік               | Твіла Сендс    | серіал регулярний (62 серії) Номінація - Канадська кінопремія за найкращу жіночу роль другого плану, Комедія (2020) Номінація - Літня премія IGN за найкращий телевізійний ансамбль (2020) Номінація - Нагорода Гільдії кіноакторів за видатне виконання ансамблю в комедійному серіалі (2020) |
| 2016      | Ескізне шоу баронеси фон | Дженніс        | "Минулого року вам не було 40" |
| 2019      | Мислення переможця       | Ліза Г.        | Короткий фільм |
| 2019      | Найкращі наміри          | Беккі Фістік   | Телефільм |
| 2020      | Шановний клас 2020 року  | Твіла Сендс    | Прямий на відео |
| 2020      | Об'єднавшись, ми падаємо | Кендра         | "Закус" |
| 2021      | Привиди на продаж        | Сьюзен Айрленд | основна роль |
| 2025      | Мавпа                    | Іда            | |